# Langford (motorfiets)
Langford is een historisch motorfietsmerk.
B. Langford uit de Verenigde Staten construeerde in 1915 een stoommotorfiets met twee cilinders die naast het achterwiel zaten. Het wiel werd direct door de drijfstangen aangedreven. De geïsoleerde stoomketel zat midden in het frame.